# Kupena
Kupena (bułg. Купена) – szczyt masywu Witosza, w Bułgarii, o wysokości 2196 m n.p.m.